# Seychellische Volleyballnationalmannschaft der Männer
Die seychellische Volleyballnationalmannschaft der Männer ist die Auswahl seychellischer Volleyballspieler, welche die Seychelles Volleyball Federation (SVF) auf internationaler Ebene, beispielsweise in Freundschaftsspielen gegen die Auswahlmannschaften anderer nationaler Verbände, aber auch bei internationalen Wettbewerben repräsentiert. 1982 trat der nationale Verband dem Weltverband Fédération Internationale de Volleyball (FIVB) bei. Im Oktober 2021 wurde die Mannschaft auf dem 20. Platz der kontinentalen Rangliste geführt.

## Internationale Wettbewerbe

### Die Seychellen bei Weltmeisterschaften
Die Mannschaft konnte sich bisher nicht für eine Weltmeisterschaft qualifizieren.

### Die Seychellen bei Olympischen Spielen
Bisher gelang es der Mannschaft nicht, sich für die olympischen Wettbewerbe zu qualifizieren.

### Die Seychellen bei Afrikameisterschaften
Die Mannschaft kann bisher eine Teilnahme an der Afrikameisterschaft vorweisen:
| - 1967: nicht qualifiziert - 1971: nicht qualifiziert - 1976: nicht qualifiziert - 1979: nicht qualifiziert - 1983: nicht qualifiziert - 1987: nicht qualifiziert - 1989: nicht qualifiziert - 1991: nicht qualifiziert - 1993: 4. Platz - 1995: nicht qualifiziert - 1997: nicht qualifiziert - 1999: nicht qualifiziert | - 2001: nicht qualifiziert - 2003: nicht qualifiziert - 2005: nicht qualifiziert - 2007: nicht qualifiziert - 2009: nicht qualifiziert - 2011: nicht qualifiziert - 2013: nicht qualifiziert - 2015: nicht qualifiziert - 2017: nicht qualifiziert - 2019: nicht qualifiziert - 2021: nicht qualifiziert |

### Die Seychellen bei den Afrikaspielen
Die Seychellische Volleyballnationalmannschaft der Männer nahm bisher sechs Mal an den Wettbewerben der Afrikaspiele teil: Nachdem sich die Mannschaft 1995 in der Vorrunde nicht gegen ihre Gegner durchsetzen konnte, erreichte man 1999 und 2003 den fünften, 2007 den achten, 2011 den sechsten und 2015 den elften Rang.

### Die Seychellen beim World Cup
Die Seychellen können bisher keine Teilnahme am World Cup – dem Qualifikationsturnier für die Olympischen Spiele – vorweisen.

### Die Seychellen in der Weltliga
Die Weltliga fand bisher ohne seychellische Beteiligung statt.